# NGC 524
NGC 524 è una galassia lenticolare situata nella costellazione dei Pesci a una distanza di circa 100 milioni di anni luce dal Sistema solare.

## Scoperta
La galassia NGC 524 è stata scoperta il 4 settembre 1786 dall'astronomo britannico di origine tedesca William Herschel.

## Supernova
All'interno di NGC 524, il 26 gennaio 2008 è stata scoperta la supernova SN 2008Q dall'astronomo amatoriale italiano Giancarlo Cortini.
Si trattava di una supernova di tipo Ia.

## Buco nero supermassiccio
Uno studio realizzato nel 2007 su 90 galassie di tipo Seyfert 2, utilizzando la tecnica della dispersione di velocità, ha permesso di stimare la massa dei buchi neri supermassicci presenti al centro delle galassie. 
Per NGC 524, la massa del buco nero è risultata pari a 60,3 x 106 {\displaystyle M_{\odot }} (107,78).

## Gruppo di NGC 470
NGC 524 fa parte del Gruppo di NGC 470, un raggruppamento che comprende almeno 13 galassie tra cui NGC 470, NGC 474, NGC 485, NGC 488, NGC 489, NGC 502, NGC 516, NGC 518, NGC 520, NGC 522, NGC 524, NGC 525 e NGC 532.
A queste vanno aggiunte altre 4 galassie luminose nel dominio dei raggi X:
NGC 509, IC 101, IC 114 e CGCG 411-0458 (PGC 4994), dal momento che esse si trovano nella stessa regione della sfera celeste e a distanze similari a quelle del gruppo in oggetto.